# Gare d'Allanche
La gare d'Allanche est une ancienne gare ferroviaire française de la ligne de Bort-les-Orgues à Neussargues, située sur le territoire de la commune d'Allanche, dans le département du Cantal, en région Auvergne-Rhône-Alpes.
La SNCF a fermé le service voyageurs en 1990 et le trafic marchandise en 1991. Le site de la gare d'Allanche a néanmoins toujours une activité ferroviaire, mais touristique avec le Vélorail du Cézallier qui circule entre Allanche et Landeyrat.

## Situation ferroviaire
Établie à 984 mètres d'altitude, la gare d'Allanche est située au point kilométrique (PK) 511,383 de la ligne de Bort-les-Orgues à Neussargues entre les gares de Marcenat - Landeyrat et de Saint-Anastasie.

## Histoire
Les travaux de la voie ferrée du chemin de fer à Allanche sont considérés comme l'évènement historique qui eut le plus d'importance pour le développement économique du bourg au fil du temps.
La Compagnie du chemin de fer de Paris à Orléans (PO) met en service la gare lors de l'ouverture, le 2 décembre 1907, du tronçon d'Allanche à Neussargues. Cet évènement est fêté avec l'accueil du sous-préfet et du député au son de la fanfare allanchoise, et s'est poursuivi par un banquet rassemblant 62 personnes à l'hôtel Taissidre-Martin.
Le 11 mai 1908 a lieu la mise en service du tronçon de Riom-ès-Montagnes à Allanche, il permet l'ouverture de la totalité de la ligne de la gare de Bort-les-Orgues à la gare de Neussargues. Lors de l'inauguration officielle de la ligne, le dimanche 8 juillet 1908, une cérémonie officielle a lieu en gare d'Allanche. « Dès huit heures, on se presse vers la gare : conseil municipal, sapeurs-pompiers, enfants des écoles et de nombreux curieux, se retrouvent à la gare » pour attendre l'arrivée du train inaugural avec notamment le ministre des Travaux publics Louis Barthou, le directeur de la Compagnie du PO, Émile Heurteau, et l'ingénieur en chef de la construction de la ligne, Paul Séjourné.
En mai 2010, la gare d'Allanche, qui abrite l'office de tourisme de la commune, est à l'ordre du jour du conseil de la Communauté de communes du Cézallier, au sujet des 8 733,88 euros hors-taxes du devis pour un nouveau crépi.